# Margaret Wambui
Margaret Nyairera Wambui (15 de setembro de 1995) é uma atleta queniana meia-fundista, medalhista olímpica.

## Carreira

### Rio 2016
Wambui representou seu país nos Jogos Olímpicos Rio 2016, após se qualificar as finais. Conseguiu a medalha de bronze nos 800 metros.